# 三原警察署
三原警察署（みはらけいさつしょ）は三原市にある広島県警察が管轄する警察署の一つである。

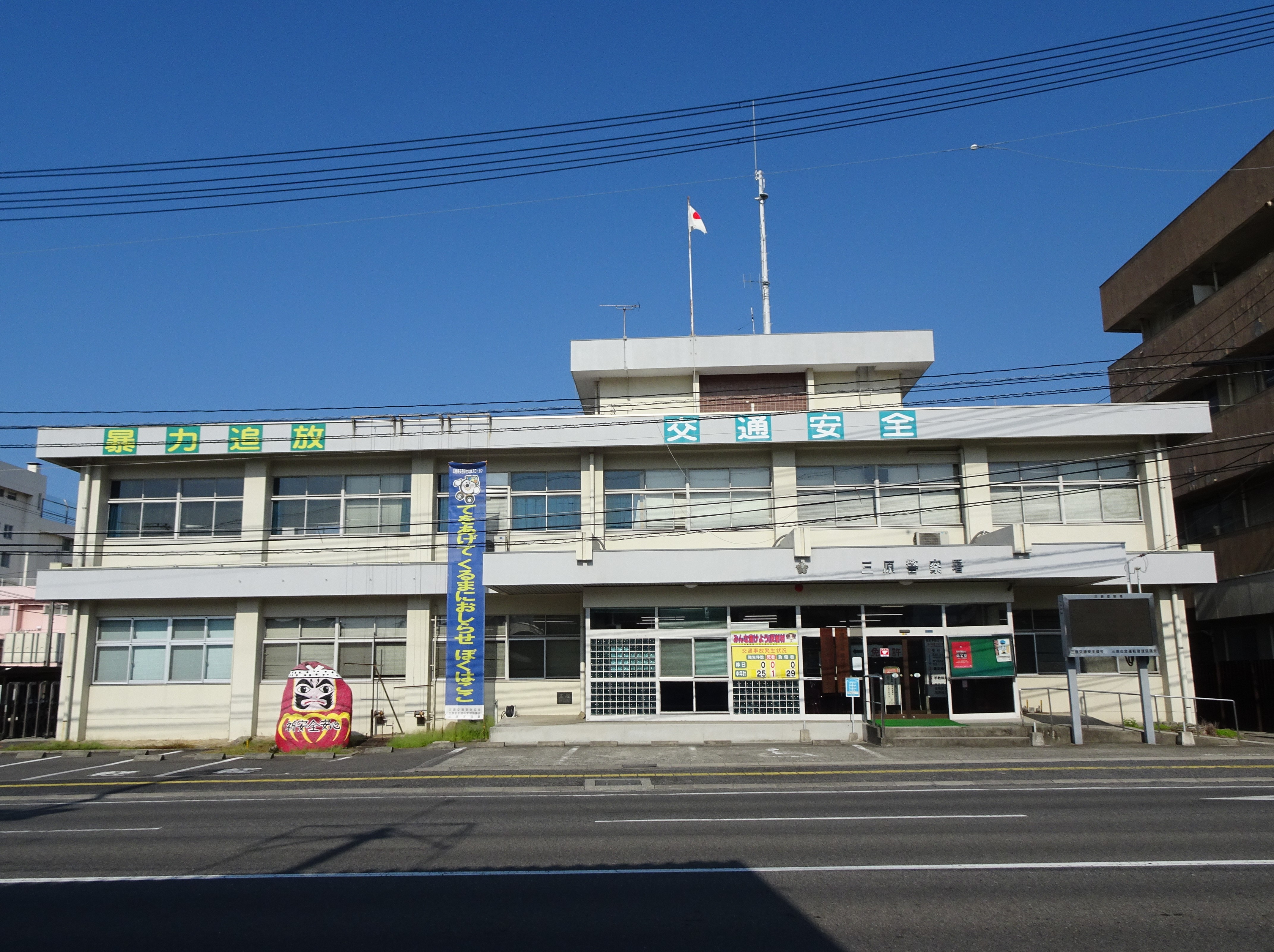
三原警察署

## 所在地
- 広島県三原市皆実三丁目2番6号

## 管轄区域
- 三原市全域

## 沿革
- 1876年4月 第4区警察出張所所属の屯所が設置される。
- 1877年4月17日 御調郡東野村に尾道警察署三原分署が設置される。
- 1900年4月1日 三原警察署が設置される。
- 1948年3月7日 自治体警察署としての三原市警察署が設置される。
- 1951年10月1日 幸崎町警察署が廃止され、その区域が三原市警察署の管轄に変更される。
- 1954年7月1日 警察法改正により広島県警察発足。広島県三原警察署となる。
- 2005年3月22日 この日から三原市の一部になった大和地区の管轄が西条警察署から三原警察署に移る。

## 交番
（）内は所在地。
- 糸崎駅前交番（三原市糸崎四丁目）
  - 三原市のうち糸崎一丁目～九丁目、糸崎南一丁目・二丁目、奥野山町、木原一丁目～六丁目、鉢ヶ峰町
- 本郷交番（三原市本郷南六丁目）
  - 三原市のうち小泉町、下北方一丁目・二丁目、高坂町真良、高坂町許山、沼田西町小原、沼田西町惣定、沼田西町松江、本郷町上北方（広島空港の敷地を除く）、本郷町下北方、本郷町善入寺（広島空港の敷地を除く）、本郷町船木（芋堀を除く）、本郷町南方、本郷北一丁目～四丁目、本郷南一丁目～七丁目、南方一丁目～三丁目
- 本町交番（三原市本町一丁目）
  - 三原市のうち大畑町、駒ヶ原町、桜山町、西野一丁目～五丁目、西町一丁目・二丁目、西宮一丁目・二丁目、本町一丁目～三丁目、館町一丁目・二丁目、八坂町
- 三原駅交番（三原市城町一丁目）
  - 三原市のうち旭町一丁目・二丁目、古浜一丁目～三丁目、城町一丁目～三丁目、東町一丁目～三丁目、港町一丁目～三丁目
- 宮浦交番（三原市宮浦五丁目）
  - 三原市のうち学園町、宮浦一丁目～六丁目、頼兼一丁目・二丁目
- 宮沖交番（三原市宮沖一丁目）
  - 三原市のうち円一町一丁目～五丁目、皆実一丁目～六丁目、宮沖一丁目～五丁目

## 警察官駐在所
（）内は所在地。
- 久井警察官駐在所（三原市久井町江木）
  - 三原市のうち久井町莇原、久井町泉、久井町江木、久井町小林、久井町坂井原、久井町下津、久井町土取、久井町羽倉、久井町山中野、久井町吉田、久井町和草、本郷町船木（芋堀）、八幡町垣内、八幡町篝、八幡町野串、八幡町本庄、八幡町美生、八幡町宮内、八幡町屋中
- 幸崎警察官駐在所（三原市幸崎能地一丁目）
  - 三原市のうち幸崎久和喜、幸崎能地一丁目～七丁目、幸崎渡瀬
- 鷺浦警察官駐在所（三原市鷺浦町向田野浦）
  - 三原市のうち鷺浦町須波、鷺浦町向田野浦
- 下徳良警察官駐在所（三原市大和町下徳良）
  - 三原市のうち大和町大具、大和町上徳良、大和町蔵宗、大和町篠、大和町下徳良、大和町萩原、大和町福田、
- 須波町警察官駐在所（三原市須波一丁目）
  - 三原市のうち沖浦町、須波一丁目・二丁目、須波西一丁目・二丁目、須波ハイツ一丁目～四丁目、登町
- 宗郷警察官駐在所（三原市宗郷二丁目）
  - 三原市のうち青葉台、貝野町、宗郷一丁目～五丁目、田野浦一丁目～三丁目、明神一丁目～五丁目、和田一丁目～三丁目、和田沖町
- 長谷町警察官駐在所（三原市長谷三丁目）
  - 三原市のうち小坂町、新倉一丁目～三丁目、長谷一丁目～五丁目、沼田一丁目～三丁目
- 中之町警察官駐在所（三原市中之町九丁目）
  - 三原市のうち中之町一丁目～九丁目、中之町北、中之町南、深町
- 沼田東警察官駐在所（三原市沼田東町片島）
  - 三原市のうち沼田東町片島、沼田東町釜山、沼田東町七宝、沼田東町末広、沼田東町末光、沼田東町納所、沼田東町本市、沼田東町両名
- 和木警察官駐在所（三原市大和町和木）
  - 三原市のうち大和町姥ヶ原、大和町大草、大和町上草井、大和町下草井、大和町箱川、大和町平坂、大和町椋梨、大和町和木

## 警備警察官派出所
（）内は所在地。
- 広島空港警備警察官派出所（三原市本郷町善入寺）
  - 三原市のうち本郷町上北方（広島空港の敷地）、本郷町善入寺（広島空港の敷地）